# Титлинов, Сергей Валентинович
Серге́й Валенти́нович Титли́нов (род. 6 июня 1964, Свердловск) — российский художник-концептуалист, заслуженный работник культуры РФ, почётный член Российской Академии художеств, художественный руководитель Екатеринбургского художественного фонда. Автор и продюсер более 130 монументальных произведений, установленных в 27 городах и населенных пунктах России. 

## Основные работы в области монументального искусства
- Памятник «Участникам локальных конфликтов и специальных военных операций», п. Малышева, Свердловская область[3].
- Памятник воеводе Даниле Чулкову в г. Тобольске[4].
- Скульптурно-мемориальный комплекс «Тоболяков бессмертный полк» в г. Тобольске[5][6][7].
- Монумент «Мы победили!» в сквере им. Якова Неумоева в Тюмени[8].
- Памятник «Молодым созидателям земли Тюменской»[9].
- Барельеф «Железные дороги в истории России» в г. Екатеринбурге[10].
- Цикл из шести бронзовых барельефов «Вехи Великой войны» на Широкореченском мемориале Екатеринбурга[11][12] к 70-летию Победы в ВОВ.
- Барельеф «Тюмень – победителям» на мемориале Вечный огонь в г. Тюмени к 70-летию Победы в ВОВ.
- Скульптурная композиция «С чего начинается Родина» в Тюмени[13][14], в Екатеринбурге[15][16], в Верхнем Дуброво (Свердловской области)[17].
- Воссоздание 20-тонного гранитного креста, установленного в 2012 году на куполе Свято-Никольского храма в Севастополе[18][19].
- Памятник «Железнодорожникам фронта и тыла» в г. Тюмени[20][21].
- Памятники Н. В. Никитину и Б. А. Шахлину в г. Ишиме[22].
- Памятник Филофею Лещинскому в г. Тюмени[23].
- Памятный знак «Хлеб нашей памяти» установлен в 11 городах России[24].
- Памятник «Труженикам тыла Тюменской области» в г. Тюмени.
- Фонтан «Фаберже» в г. Ханты-Мансийске.
- Фонтан «Земля» в г. Салехарде.
- Памятник «Основателям Салехарда» в г. Салехарде.
- Фонтан «Парус» в г. Новый Уренгой.
- Стела «Северный Полярный круг» в г. Салехарде.
- Воссоздание памятника Екатерине II в г. Ирбите.
- Фонтан «Радуга» в г. Тюмени.
- Цикл из четырёх скульптурных композиций «Времена года» в г. Ханты-Мансийске.

Имеет два патента на изобретение инженерно-художественных конструкций от Федерального института промышленной собственности.

## Основные работы в области реставрации и сохранения объектов историко-культурного наследия
- Комплексная реставрация и реконструкция Первого железнодорожного вокзала г. Екатеринбурга, приспособление здания под музей истории, науки и техники Свердловской железной дороги.
- Разработка проекта, комплексная реставрация, капитальный ремонт и реконструкция к саммиту ШОС и БРИКС в г. Екатеринбурге Дома купца Севастьянова, создание Дома почетных гостей Свердловской области[25].
- Разработка проекта и реставрация здания Свердловской государственной академической филармонии[26].
- Разработка проекта и реставрация фасадов Екатеринбургского государственного академического театра оперы и балета[27].
- Разработка проекта, реставрация и капитальный ремонт Широкореченского мемориала в г. Екатеринбурге[28].Автор С. В. Титлинов выступает перед педагогами Екатеринбурга на Широкореченском мемориальном комплексе

## Общественная деятельность
- Авторская лекция по скульптурно-мемориальному комплексу «Тоболяков бессмертный полк» стала аудиогидом для туристов. Мемориал с 2020 года включен в экскурсионную программу по Тобольску как достопримечательность города[29].
- По просьбам общественных организаций и организованных групп читает авторские лекции о содержании созданных барельефов на Широкореченском мемориале г. Екатеринбурга и мемориале «Вечный огонь» г. Тюмени[30][31].
- Автор и организатор Международной выставки скульптур и фотографий «В единстве семьи — единство мира» с участием авторов из 90 стран[32].
- Автор и организатор Всероссийской выставки скульптур «В единстве семьи — единство нации»[33].
- Автор и организатор Всероссийского конкурса скульптурных произведений и архитектурных проектов «Наше Отечество. Новый взгляд» с участием авторов из 70 субъектов РФ[34].
- Организатор и руководитель Совета по монументальному искусству Урала и Западной Сибири[35].

## Награды и звания
- 2022 г. Премия имени В. Н. Татищева и Г. В. де Геннина[36].
- 2021 г. Всероссийская премия имени Фёдора Конюхова[37].
- 2021 г. Почетный нагрудный знак Тюменской областной Думы.
- 2020 г. Памятный знак «За заслуги перед городом Тобольском».
- 2019 г. Почетное звание Тюменской области «Почетный работник культуры и искусства Тюменской области».
- 2019 г. Почетный знак «За заслуги перед городом Екатеринбургом».
- 2018 г. Знак отличия Свердловской области «За заслуги перед Свердловской областью II степени»[38].
- 2016 г. Медаль Министерства обороны РФ «За заслуги в увековечении памяти погибших защитников Отечества»[39].
- 2016 г. Малый серебряный знак Законодательного Собрания Свердловской области.
- 2016 г. Именные часы Президента ОАО «РЖД»[40].
- 2015 г. Благодарственное письмо Президента РФ.
- 2015 г. Почетный знак «За заслуги перед Свердловской областью III степени»[41][42].
- 2015 г. Памятный знак «70 лет Победы».
- 2014 г. Почетное звание Заслуженный работник культуры РФ[43].
- 2014 г. Грамота Российской академии архитектуры и строительных наук.
- 2014 г. Почетная грамота Губернатора Тюменской области.
- 2014 г. Почетная грамота Губернатора Ямало-Ненецкого автономного округа.
- 2014 г. Почетная грамота Законодательного Собрания Свердловской области.
- 2014 г. Орден Украинской Православной церкви «Святого князя Киевского Ярослава Мудрого».
- 2012 г. Золотая медаль Российской академии художеств[44].
- 2012 г. Премия имени В. Н. Татищева и Г. В. де Геннина.
- 2012 г. Орден Украинской Православной церкви «Преподобного Ильи Муромца» II степени.
- 2011 г. Почетный член Российской академии художеств.
- 2010 г. Почетная грамота Российской академии наук.
- 2010 г. Грамота Главного управления воспитательной работы Вооруженных Сил РФ.
- 2009 г. Почетная грамота Правительства Свердловской области.
- 2005 г. Орден Русской Православной церкви «Преподобного Андрея Рублева» III степени[45].

## Галерея
- Цикл барельефов Вехи Великой войны
- Барельеф Битва за Москву
- Барельеф Битва на Курской дуге
- Барельеф Блокада Ленинграда
- Барельеф Сталинградская битва
- Барельеф Железные дороги в истории России
- Монумент Молодым созидателям земли Тюменской
- Монумент Тоболяков бессмертный полк
- Памятник железнодорожникам фронта и тыла
- С чего начинается Родина, монументальная композиция (Тюмень)
- Тюмень — победителям. Жители города у барельефа в День победы
- Памятник участникам спецопераций и локальных конфликтов